# Melancolía (Edvard Munch)
Melancolía (en noruego: Melankoli; también conocida como Jappe en la playa, Celos o Anochecer) es una pintura del artista expresionista noruego Edvard Munch. Como era habitual en él, Munch pintó varias versiones y variantes del trabajo en óleo sobre lienzo durante el periodo 1891–1893. La pintura representa a un hombre sentado a media figura con la cabeza apoyada en la mano en actitud pensativa, al borde de la costa. 
La inspiración para la pintura fue un asunto romántico infeliz que tuvo un amigo de Munch, Jappe Nilssen. En la obra, la figura del hombre melancólico está a la derecha, y su estado de ánimo es simbolizado por la costa ondulante y los amplios horizontes que se extienden a la izquierda. Los críticos sugieren que hay también alusiones eróticas, quizás en la presencia de la luna reflejada en el agua. El paisaje representa la playa de Asgardstrand, donde Munch pasó sus veranos desde 1889. 
Melancolía fue exhibida en 1891 en la Exposición de Otoño en Oslo. El artista y periodista Christian Krohg la acreditó como la primera pintura simbolista de un artista noruego. Munch pintó luego más de una versión de la composición de 1891. Una versión completada en 1892–93 se encuentra en la Galería Nacional de Noruega.

## Galería

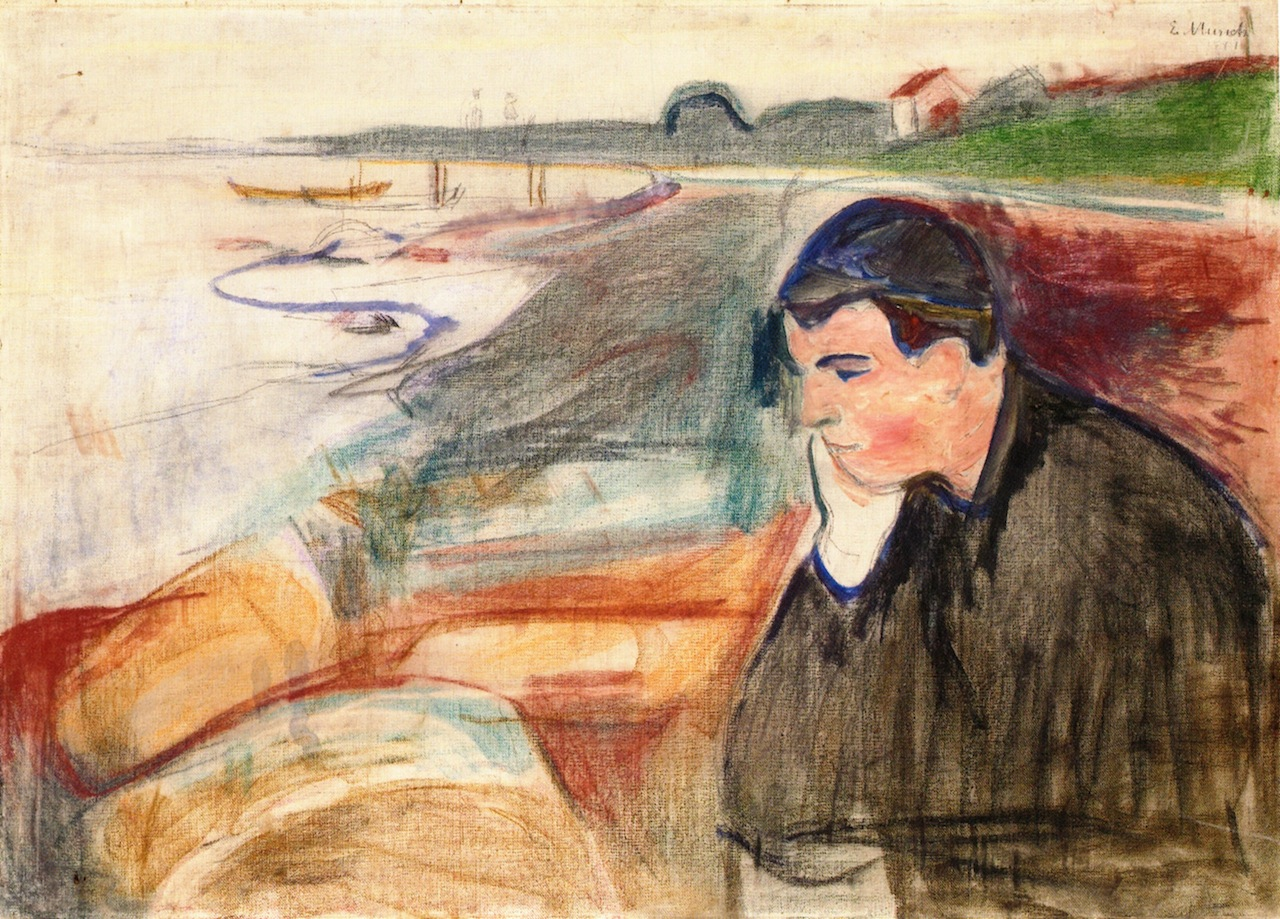
Anochecer. Melancolía, 1891. óleo, lápiz y pastel sobre tela. 73 × 101 cm. Museo Munch, Oslo
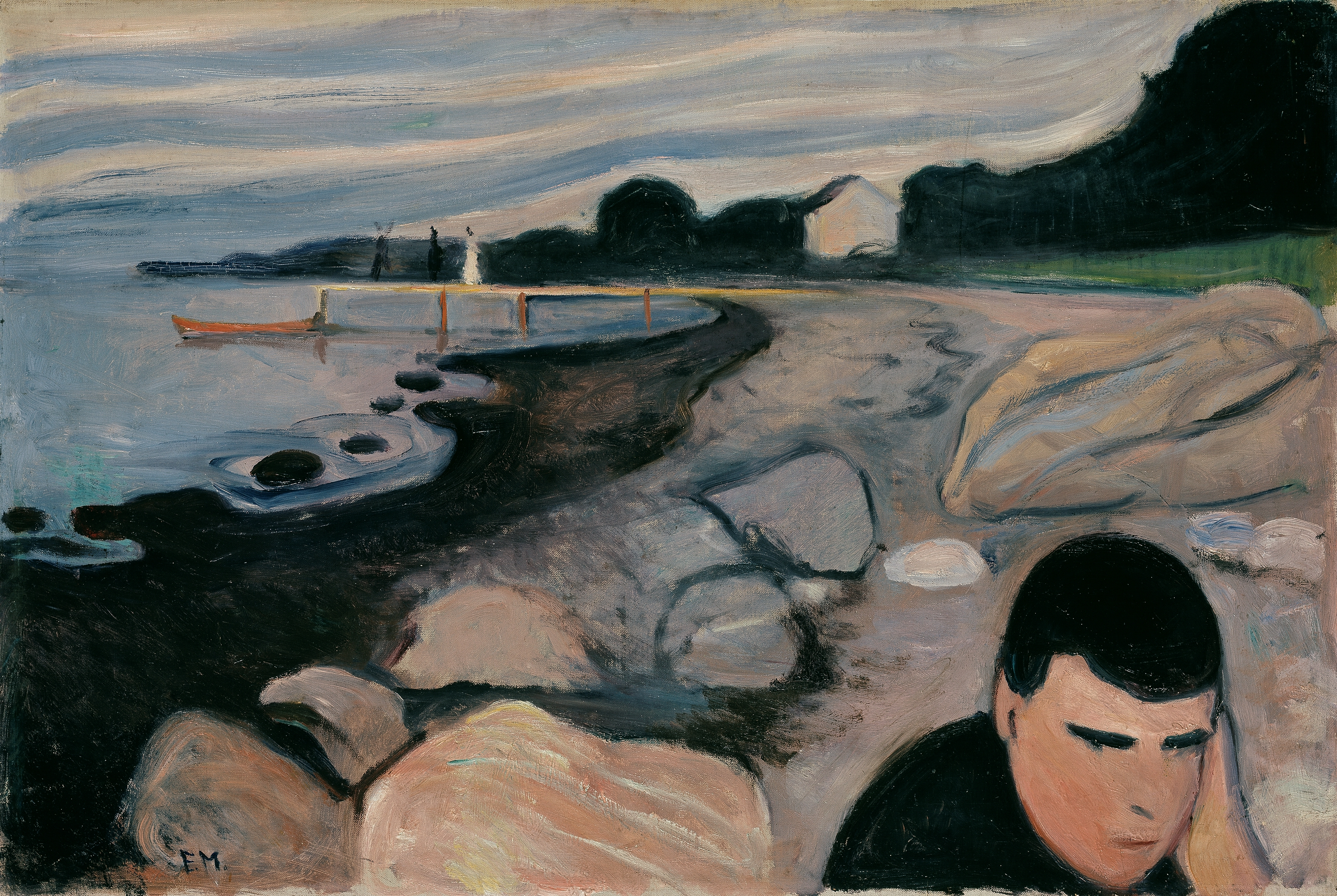
Melancolía, 1892. óleo sobre tela. 64 x 96 cm. Galería nacional, Oslo
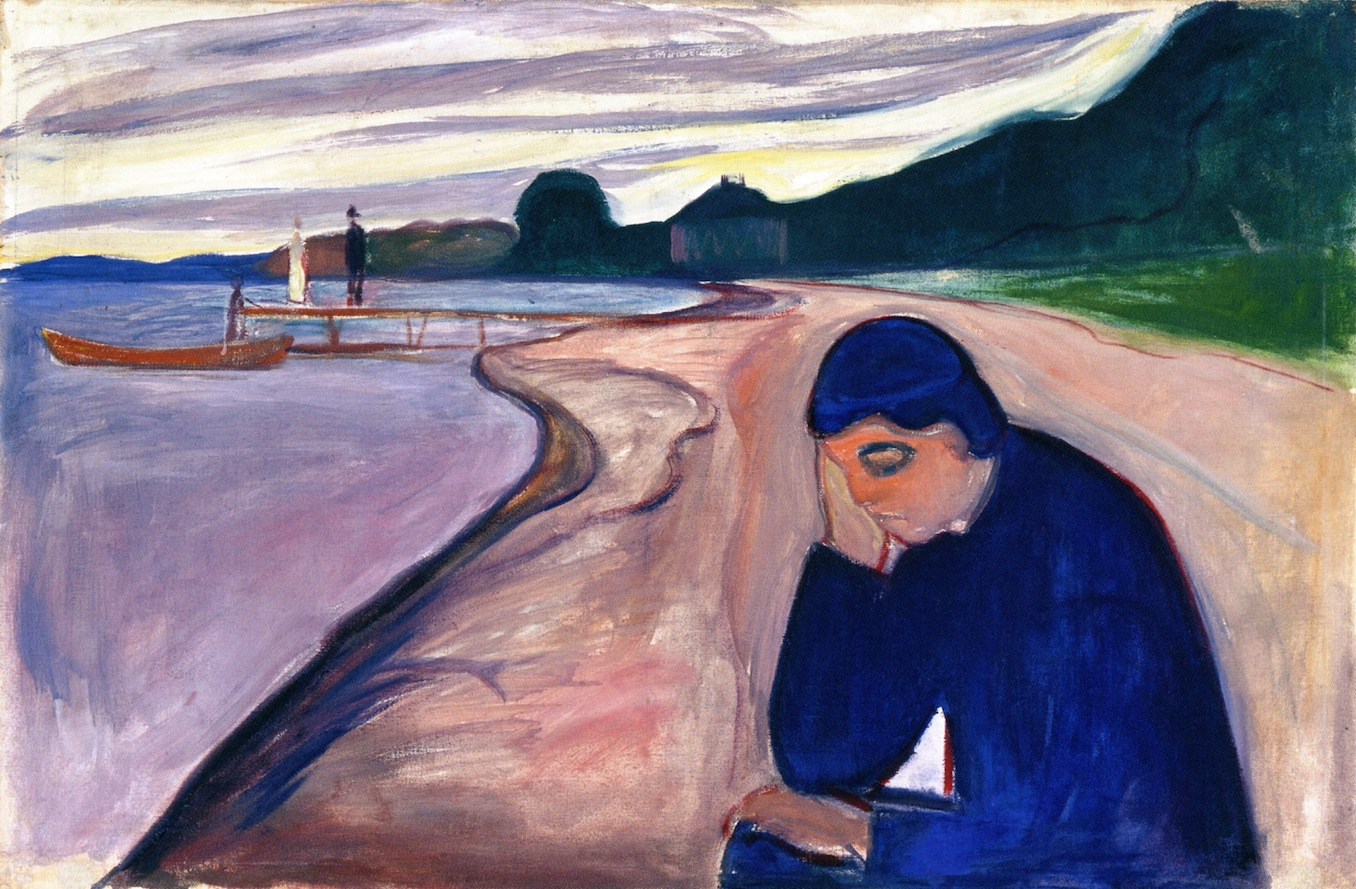
Melancolía, 1893. Óleo sobre tela. 86 × 129 cm. Museo Munch, Oslo
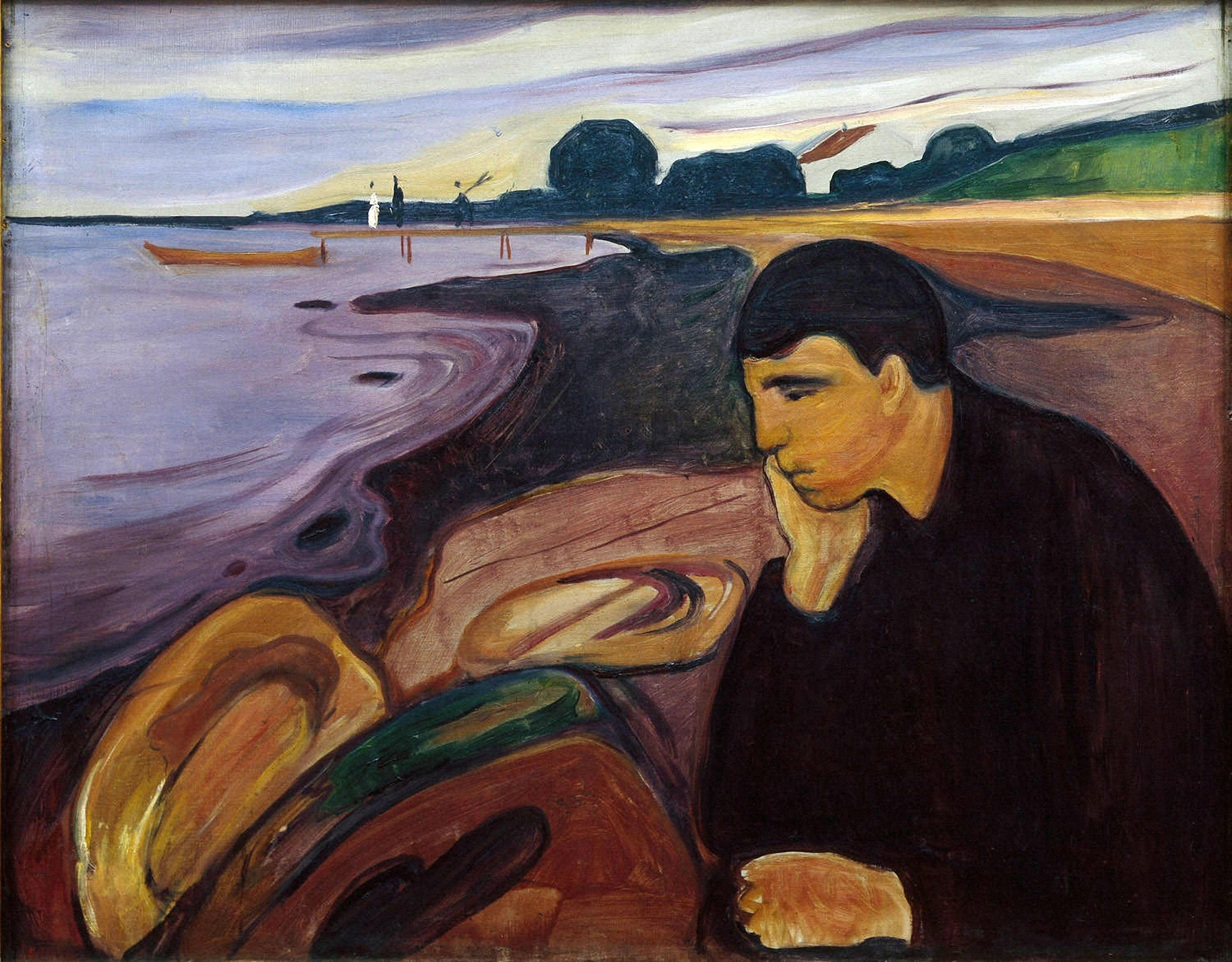
Melancolía, 1894–1896. Óleo sobre tela. 81 × 100.5 cm. Bergen Kunstmuseum, Bergen
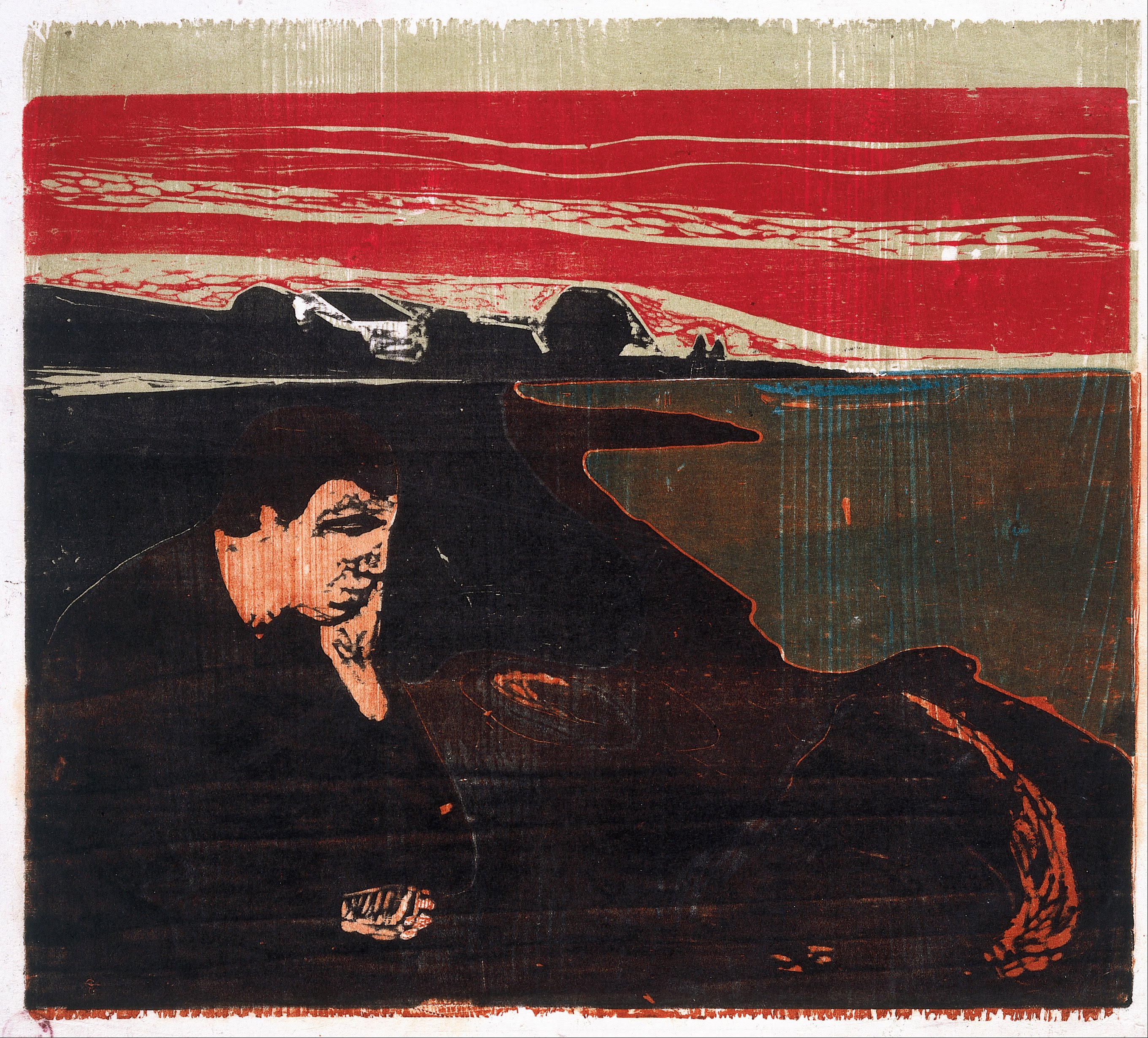
Anochecer. Melancolía I, 1896. Xilografía. 41.1 × 55.7 cm. Museo Munch, Oslo
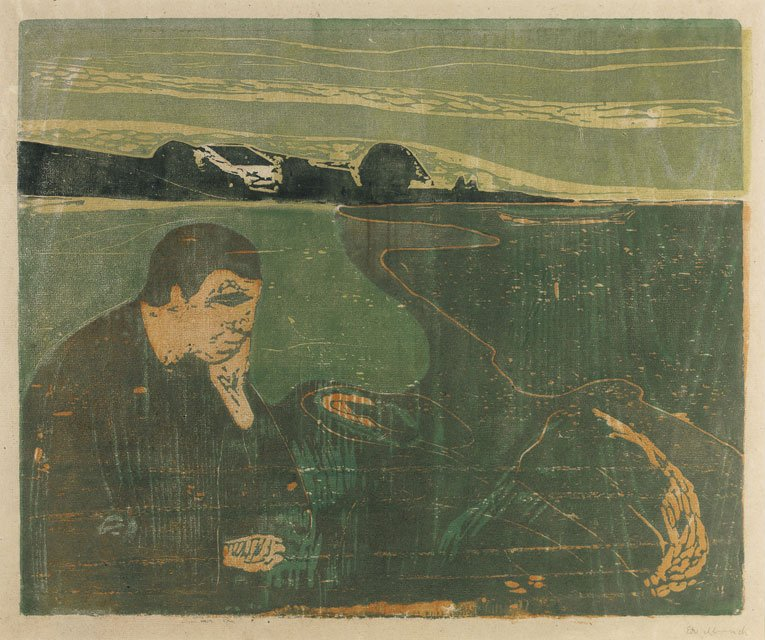
Anochecer. Melancolía I, 1896. Xilografía. 37.2 × 45.2 cm